# Міхно Роман Володимирович
Рома́н Володи́мирович Міхно́ (8 травня 1984, Конотоп, Україна) — український телеведучий, радіоведучий, шоумен. Ведучий програми «Music box news» на телеканалі Music Box UA. Радіоведучий станцій: Київ 98 FM (2006—2010 рр.), Шарманка (2010—2014 рр.) и радіостанції Ретро FM (з 2014 р.). Продюсер та ведучий програми «5 o'clock tea з Романом Міхно» (з 2015 р.).

## Місце та дата народження
Народився у місті Конотоп, Україна, у сім'ї Володимира Петровича Міхно (д.н.28 липня 1960 р.) та Олени Іванівни Населевської (12 серпня 1960 р. — 29 березня 2007 р.). Батько Володимир Петрович — токар, мати Олена Іванівна була бухгалтеркою.
24 вересня 1989 р. у сім'ї Міхно народилася дочка Ірина.

## Ранні роки
З дитинства Роман відвідував спортивні гуртки, вчився у музичній школі, займався єдиноборствами.
У 1991 році Роман йде у школу № 9 м. Конотоп, з 8-го класу продовжує навчання у Конотопська гімназія, де у 2001 році отримує диплом про середню освіту.
У 2001 році Роман
вступає до Ніжинського державного педагогічного університету імені Миколи Гоголя. Він обирає факультет іноземних мов, спеціальність — англійська мова та зарубіжна література .
Роман в університеті був активним учасником КВН та ведучим заходів на факультеті, в університеті та в місті.
У 2006 році Роман закінчує Ніжинський державний педагогічний університет імені Миколи Гоголя і отримує диплом спеціаліста.

## Хобі
Подорожі, спорт (ковзани, плавання, футбол, баскетбол), музика, театр, кіно.

## Особисте життя
8 листопада 2014 одружився з Юлією Антонівною Самотокіною (д. н. 7 січня 1993 р., м Київ).
9 травня 2015 року в родині Романа та Юлі народився син Олександр.

## Кар'єра

### Радіопроекти
2001—2006 рр . — Радіоведучий, ведучий ефіру на радіостанції «Перше Конотопське».
2006—2010 рр . — Радіоведучий, ведучий ранкового шоу, ведучий новинних програм на радіостанції «Київ 98 FM».
2010—2011 рр. — Радіоведучий, ведучий ефіру на радіостанції «Шансон».
2011—2014 рр . — Радіоведучий, ведучий ефіру на радіостанції Шарманка.
З 2014 року по сьогоднішній день — радіоведучий, ведучий ефіру, ведучий програми за заявками «Фелічіта» на радіостанції «Ретро FM».
З 2015 року по сьогоднішній день — радіоведучий, продюсер програми «5 o'clock tea c Романом Михно» на DNK Radio.

### Телевізійні проекти
2011 р. — журналіст рубрики екстрім, телеканал «СІТІ»
2014 р. — ведучий програми " Eurohit TOP40 ", телеканал «Music box UA»
З 2014 року — ведучий програми «Music box News», телеканал «Music box UA»